# Кева Апостолова
Кева Апостолова е българска писателка. Пише поезия, проза, драма. Главен редактор е на списание „Театър“ (от 1991 г.). Съпругът ѝ Георги Г. Георгиев е актьор и режисьор (починал през 2008 г.); синът ѝ Георги Георгиев - Гого е актьор.

## Творчество
Кева Апостолова е автор на поетичните книги „Орбити в мен“ (1989), „Аз съм“ (1994), „Вече съм готова“ (1996), „Отворено слънце“ (1998), „Детски пиеси“ (1999), „Свободни пиеси“ (2000), „As sam balgarka & Edna balgarka“ (2002), „Ембриони в слънцето“ (2013), „Не пишете повече, аз написах всичко“ (2014), „P.S.“ (2016), „Un texte provisoire“ издадена във Франция (2013), „Хоризонтални стихотворения“ (2020), „Внимавай, преди да се родиш“ (2023), както и на „Театър, театър, театър“ (1998) и „4 пиеси“ (2018). Съставител е на книгите „Росица Ненчева“ (2009) и „Лора Кремен“ (2013). Нейни поетични цикли са публикувани в Унгария, Полша, Македония, Франция, Белгия.
Автор е на реализираните театрални пиеси „Багажът“, „Мълчаливите“, „Още сто години“, „Умирай спокойно“, „Булевардна история“ („Кошмарна история“), „Холът“, „Безсмъртно танго“, на детските пиеси „Златното момиче“ (поставена в Istanbul Devlet Tiyatrosu – Истанбул, Турция, 2005 г. и в Ankara Devlet Tiyatrosu – Анкара, Турция, 2018), „Принцесата и граховото зърно“, „Теди“, „Спящата красавица“ и „Червената шапчица“, поставяни в Театър „София“, Театър „Възраждане“ – София, Щип – Македония, драматичните театри в Пловдив, Монтана, Перник, Благоевград, Габрово, Стара Загора, Ямбол, Ловеч, Варна, Плевен, Силистра.
Автор е и на телевизионните пиеси „Посоки“ (откупена и излъчена в Югославия, Полша, Чехословакия, Монголия) и на „Километри“, както и на радиопиеси (Полша).
Религиозната мистерия „Света Петка“ е издадена първо в сп. „Мост“ през 1990 г. под редакторството на Едвин Сугарев. „Света Петка“, „Стояна и Ангел“ и „Христос и Магдалена“ са публикувани в книгата ѝ „Мистерии“ от Издателско ателие АБ (2006) със специални илюстрации на корицата от актрисата Невена Коканова.
„Христос и Магдалена“ е поставена в Overground Dance Theater Company – Ню Йорк, САЩ (2009).

## Признание
Нейни пиеси са многократно номинирани за най-добра драматургия от САБ, Нова българска драма – Шумен, Плевен.